# Caldas de São Jorge e Pigeiros
Caldas de São Jorge e Pigeiros (llamada oficialmente União das Freguesias de Caldas de São Jorge e Pigeiros) es una freguesia portuguesa del municipio de Santa Maria da Feira, distrito de Aveiro.

## Historia
Fue creada el 28 de enero de 2013 en aplicación de una resolución de la Asamblea de la República de Portugal promulgada el 16 de enero de 2013 con la unión de las freguesias de Caldas de São Jorge y Pigeiros, pasando su sede a estar situada en la antigua freguesia de Caldas de São Jorge.

## Demografía
| Gráfica de evolución demográfica de Caldas de São Jorge e Pigeiros entre 2011 y 2021 |
|                                                                                      |
| Datos según el nomenclátor publicado por el INE portugués.                           |